# Сарке батыр
Сарке Батыр Мендибекулы (каз. Сәрке батыр Меңдібекұлы; 1690 — 1772) — казахский батыр, времен правления Тауке и  Абулхаир-хана Младшего жуза.

## Биография
Родился в 1690 году, настоящее имя Мендибек Шонмурынулы. Отец Сарке батыра Шонмурын баба в начале ΧVΙΙΙ века являлся одним из самых влиятельных и богатых людей Младшего жуза, имея одиннадцать тысяч лошадей. У Шонмурына было 6 сыновей - Бегетей, Улан, Асан, Сарке, Рысбай и Тукибай. Происходил из рода Жагалбайлы подрода Билис, проживающие на территориях Оренбургской, Актюбинской  и Костанайской областях.
В 1726 году в составе казахской армии во главе с Абулхаиром Ханом и Тайлаком Батыром, принял участие в трехдневном сражении, с более чем 30 тысячами калмыцкими воинами на реке Урал. Осенью 1726 года в местечке под названием «Черная корова» в окрестностях между реками Иргиз и Тургай,  был одним из тех кто стоял в авангарде казахского войска в битве с джунгарами, за что получил прозвище "Золотая дубина, Алмазный меч"
В 1729 году, в районе озера Балхаш находилось казахское войско во главе с Абулхаир ханом, Сарке-батыр уже был во главе войск от рода Жагалбайлы.
Упоминается в грамоте о присоединении казахов Среднего и Младшего Жуза к Российской Империи, где стоят подписи Абулхаир хана, султана Ералы, а также аксакалов и батыров 56 казахских родов Среднего и Младшего Жуза. От Жагалбайлы подпись поставлена Сарке-батыром.
В период восстания башкир против царского режима в 1755 году, отряды, состоящие из казаков и волжских калмыков, преследовавшие башкир, были остановлены казахами родов Жетыру под руководством Сарке батыра. Организовал дружественную встречу с башкирами на небольшой горке 5-6 км от реки Яик, ныне это место называется Сарке тобе (горка Сарке) на территории Беляевского района Оренбургской области в 15 км от районного центра.
Серке батыр был похоронен около реки Темир, правым притоком Эмбы, после его смерти в возрасте 82 лет. Могила находится около села Кенкияк Темирского района Актюбинской области Казахстана. 